# Vysochans'ke
Vysochans'ke  (ucraniano: Височанське) es un pueblo del Raión de Bolhrad en el Óblast de Odesa de Ucrania. Según el censo de 2001, tiene una población de 862 habitantes.